# Karminspinnare
Karminspinnare, Tyria jacobaeae, är en fjäril som är gråsvart och röd och tillhör familjen björnspinnare. Fjärilslarven äter bland annat arter i korsörtssläktet och karminspinnaren har därför införts i Nordamerika, Australien och Nya Zeeland för att bekämpa korsörten stånds som har spridit sig där efter att ha invandrat från Europa.

## Utseende
Hanen och honan är relativt lika varandra men hanen är något större med ett vingspann mellan 36 och 44 millimeter jämfört med honans 30-39 millimeter. Vingarna är likadana på ovansidan och undersidan. Framvingarna är gråsvarta med ett ganska brett rött streck vid framkanten och ett vid bakkanten. Vid ytterkanten finns två röda fläckar. Bakvingarna är enfärgat röda och ovansidan syns endast när fjärilen flyger.
Larven är randig på tvären i gult och svart. Den har långa, mycket ljusa hår och blir upp till 30 millimeter lång.

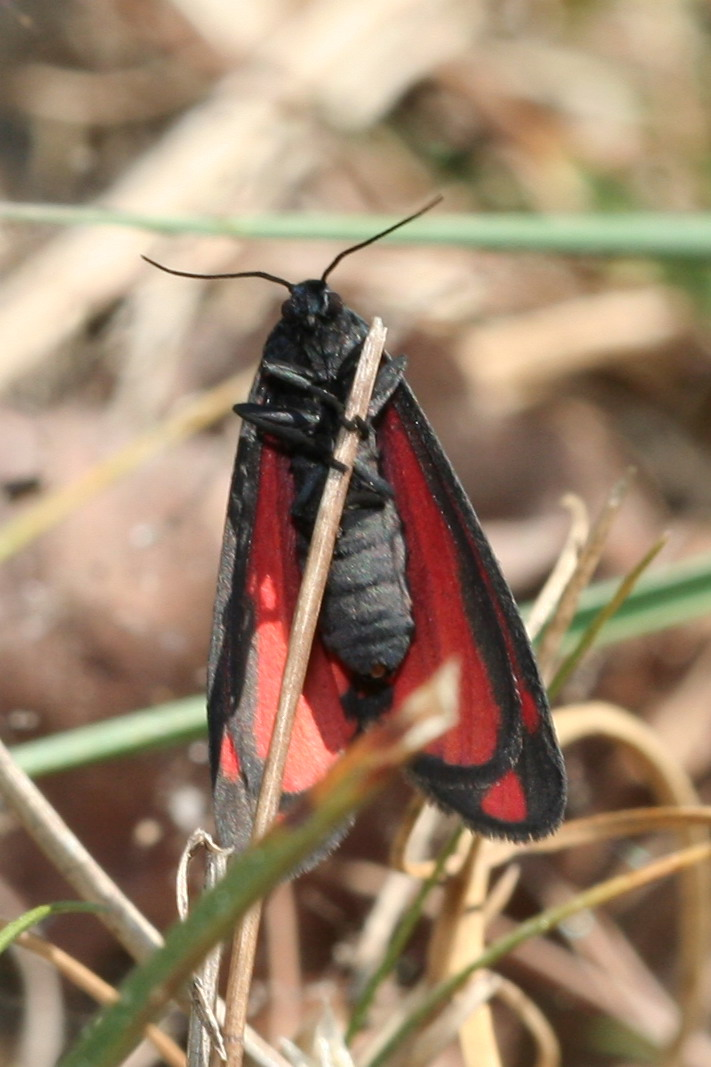
Karminspinnarens undersida där de röda bakvingarna syns under framvingarna.
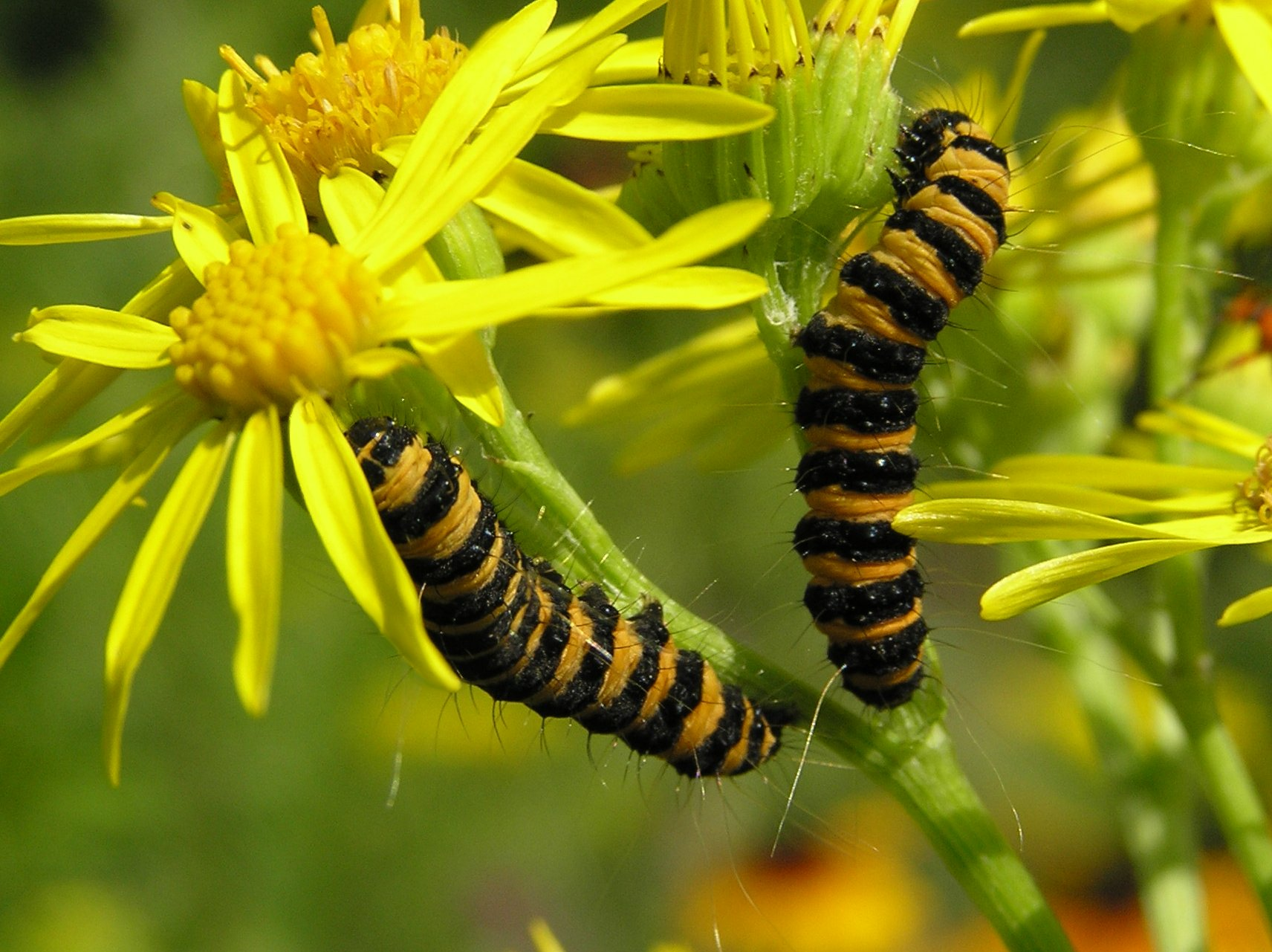
Två karminspinnarlarver på den vanligaste värdväxten stånds.

## Levnadssätt
Denna fjäril, liksom alla andra fjärilar, genomgår under sitt liv fyra olika stadier; ägg, larv, puppa och fullvuxen (imago). En sådan förvandling kallas för fullständig metamorfos.
Flygtiden, den period när fjärilen är fullvuxen, infaller i maj-juni. Under flygtiden parar sig fjärilarna och honan lägger äggen i stora samlingar på värdväxtens blad. Ur äggen kläcks larverna. Värdväxter, alltså de växter larven lever på och äter av, är olika arter i korsörtssläktet, skråpsläktet och hästhovssläktet.. Vanligast lever larven på korsörten stånds, Senecio jacobaea. Stånds och i viss mån andra korsörter är giftiga, vilket larven drar fördel av. Giftet samlas i larvens kropp utan att skada den. Detta är ett skydd mot rovdjur som vill äta upp den för giftet gör att den smakar illa. Den klara gula färgen i ränderna på larven visar rovdjuren att den är giftig.
Mot slutet av sommaren är larven färdigväxt och då förpuppas den och puppan övervintrar. Den fullbildade fjärilen kläcks sedan på våren och en ny flygtid börjar.

### Habitat
Fjärilens habitat, den miljö den lever i, är på torra marker där värdväxterna finns.

## Utbredning
Karminspinnarens ursprungliga utbredningsområde sträcker sig från Europa genom Asien till Altaj och västra Kina. Den finns numera också i Australien, Nya Zeeland och västligaste Nordamerika. Den har införts där för att bekämpa ogräset stånds, som är en av larvens värdväxter. I Norden har karminspinnaren ökat sedan 1990-talet, i takt med att även värdväxten stånds har spridit sig. På lämpliga lokaler är karminspinnaren i dag relativt vanlig i Danmark och i kustnära delar av södra Sverige. Flest fynd har rapporterats från Skåne, västkusten och norra Gotland . Vidare finns den längs kusten i sydöstligaste Norge, på svenska ostkusten, samt sporadiskt vid Finlands sydkust.